# Cercle algérianiste
Le Cercle algérianiste est une association créée en 1973 pour défendre l'histoire de l'Algérie française et la culture des pieds-noirs.

## Création
Le Cercle algérianiste est fondé le 1er novembre 1973, par des pieds-noirs souhaitant défendre l'histoire de l'Algérie française, ainsi que la culture des « Français d'Algérie »,. Son nom est inspiré du mouvement littéraire appelé algérianisme. Il est longtemps dirigé par Jo Sohet.

## Missions
Les missions du Cercle algérianiste sont principalement d'ordre culturelles :
- Sauvegarder le patrimoine culturel né de la présence française en Algérie.

- Défendre l'histoire des Français d'Algérie et rétablir la vérité historique.

- Transmettre la mémoire et la culture  des Pieds-Noirs.

- Entretenir les liens entre les membres de cette communauté aujourd'hui dispersée[8].

## Mémorial national des disparus en Algérie
En 2007, le Cercle algérianiste inaugura en présence de 8000 personnes le Mémorial national des Disparus en Algérie dans le jardin du Couvent Sainte-Claire de la Passion de Perpignan, en mémoire des Français civils et militaires disparus en Algérie entre 1954 et 1963. Plus de 2300 noms y sont gravés, devant lesquels se sont déjà recueillis des milliers de personnes venues du monde entier, notamment des proches des victimes d'enlèvement perpétrés durant la guerre d'Algérie. Le centre de recherche associé au Mémorial collecte depuis 2005 des témoignages et documents relatifs aux Disparus. Plus de 850 dossiers ont déjà été constitués.

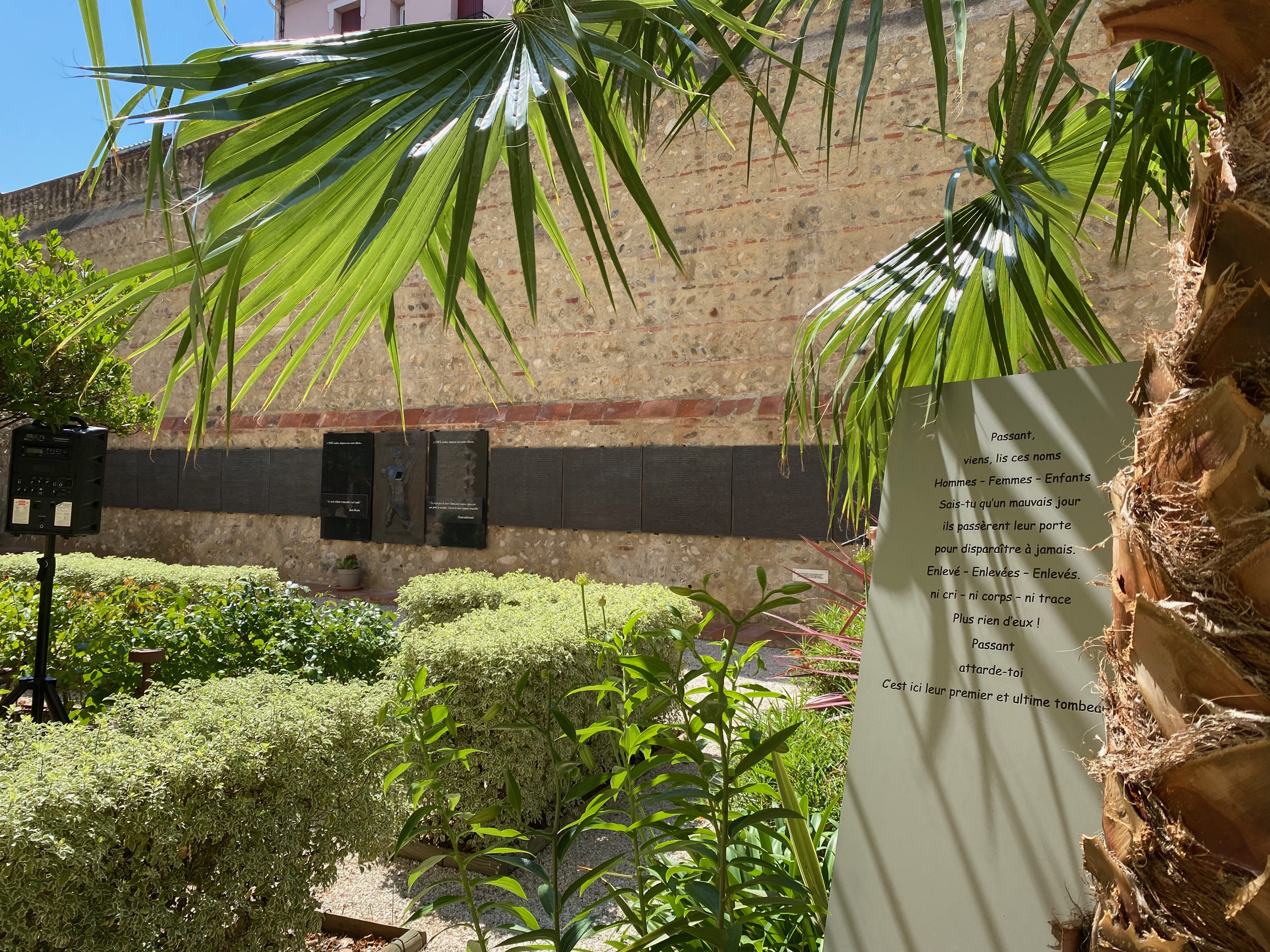
Mémorial national des disparus en Algérie
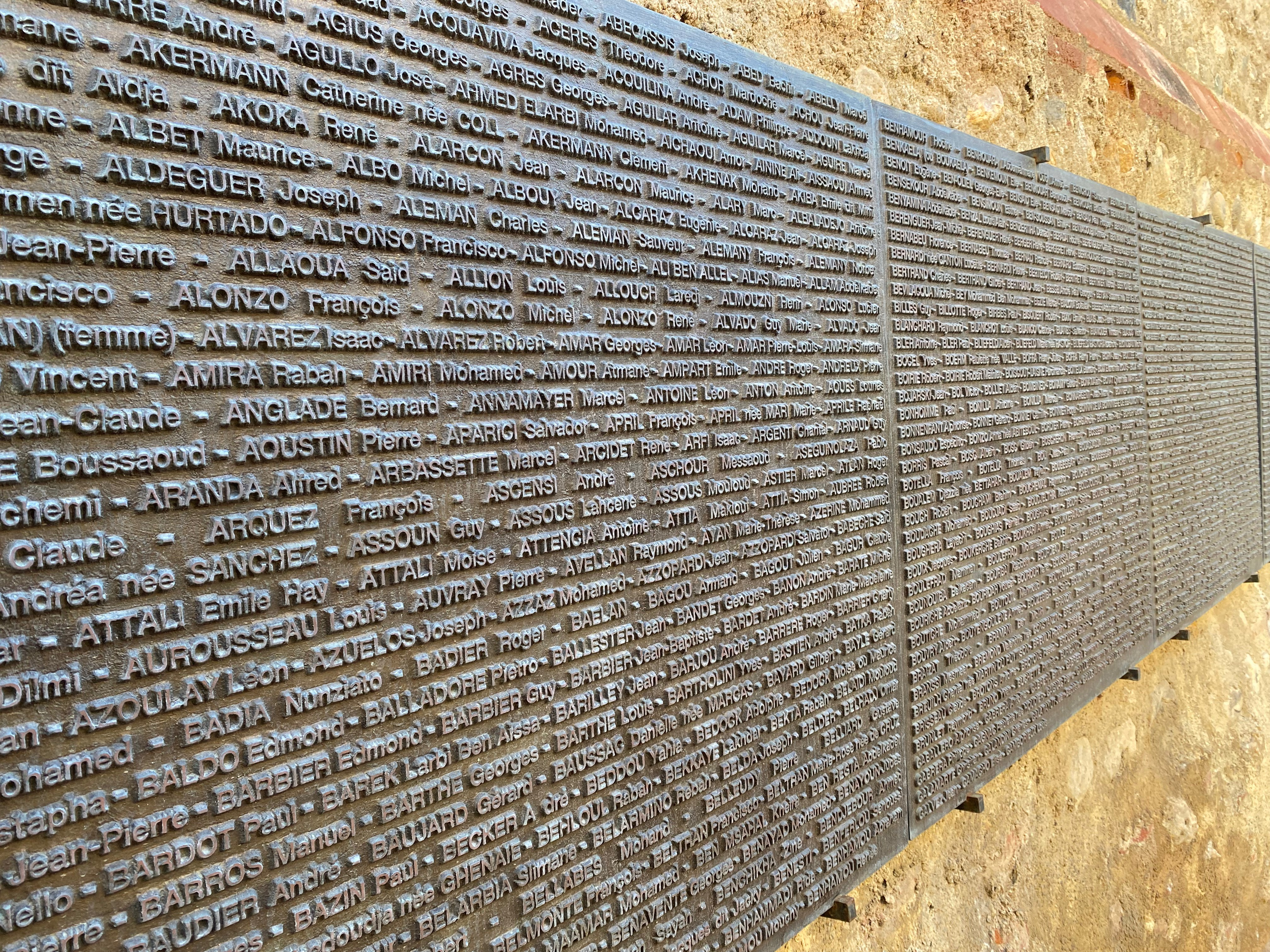
Mémorial national des disparus en Algérie, plaque

Il édite également une revue trimestrielle dénommée L'Algérianiste qui traite de divers sujets concernant la mémoire et l’histoire des Français d’Algérie. En 2012, le Cercle ouvre à Perpignan un musée, le Centre national de documentation des Français d'Algérie, qui est fréquemment accusé par divers médias d’extrême-gauche de falsifier l'histoire de l'Algérie française et selon eux d'ignorer les crimes du colonialisme,,,,. Ce centre de documentation des Français d’Algérie ou CDDFA demeure néanmoins la principale référence historique et culturelle de la mémoire Française en Algérie.
Pour Libération, le cercle algérianiste, dont les premières revendications portaient sur l'indemnisation des pieds-noirs, ou la libération des généraux putschistes, évolue en investissant les sphères culturelles et identitaires pour y mener « une véritable entreprise de contre-culture ».
Dimitri Casali, écrivain et essayiste français spécialisé dans la vulgarisation historique déclare quant à lui que la sauvegarde historique menée par le Cercle algérianiste "est un travail remarquable pour combattre le risque d'hémiplégie qui entretient une certaine culpabilité au sein des nouvelles générations des descendants pieds-noirs." 

## Plainte contre Emmanuel Macron
En avril 2017, le Cercle algérianiste et son avocat Maître Goldnadel ont déposé plainte pour « injure » au tribunal de Perpignan contre Emmanuel Macron. Cette plainte concerne des propos qu'Emmanuel Macron avait tenu sur une chaîne de télévision Algérienne en février 2017 alors que celui-ci était candidat à l'élection présidentielle Française. Il avait alors qualifié la colonisation française de "crime contre l'humanité",,,. 
En octobre 2023, aux micros des journalistes André Bercoff et Céline Alonzo, la présidente du Cercle algérianiste Suzy Simon-Nicaise a confirmé que cette plainte, gelée par l'élection d'Emmanuel Macron à la Présidence de la République sera réactivée dès lors que celui-ci n'occupera plus ses fonctions.

## Membres
Le Cercle revendique 8000 adhérents au cours de l'année 2023, répartis dans 42 Cercles algérianistes locaux.